# Mario Pilati
Mario Pilati (Napoli, 16 ottobre 1903 – Napoli, 10 dicembre 1938) è stato un compositore e musicista italiano.

## Alcune opere rappresentative

### Opere liriche
- Piedigrotta, opera in 3 atti (incompiuta)

### Musica sinfonica
- Tre pezzi per orchestra, Curci, (1932)
- Concerto in do maggiore per orchestra, Ricordi, (1933)
- Bagatelle per orchestra, Carisch, (1933)
- Preludio, aria e tarantella, versione sinfonica per sola orchestra dall'originale per violino e pianoforte; Carisch, (1937)
- Quattro canzoni popolari italiane per piccola orchestra, Carisch (1937)
- Alla culla, ninna nanna per orchestra (1938)

### Musica da camera
- Quintetto in re per archi e pianoforte, Premio Rispoli 1928, (Ricordi)
- Quartetto in la per archi, Ricordi, (1930)
- Preludio, aria e tarantella per violino e pianoforte, Carisch, (1930)
- Sonata in fa per violino e pianoforte, Ricordi, (1930)
- Sonata in la per violoncello e pianoforte, Ricordi, (1930)
- Caccia per violino e pianoforte, Carisch, (1937)
- Tema con variazioni per violoncello e pianoforte, Ricordi, (1939)
- "Sonata per flauto e pianoforte Premio Coolidge 1927 Accademia Italiana del Flauto 1955

### Musica per pianoforte
- Minuetto (Simeoli), (1920)
- Novelletta (Simeoli), (1921)
- Due pezzi facili (Curci), (1933)
- Tre studi, Ricordi, (1934)
- Bagatelle per pianoforte - prima serie, Carisch, (1934)
- Bagatelle per pianoforte - seconda serie, Carisch, (1935)
- Girotondo per pianoforte, Curci
- Canzone per pianoforte, Curci
- Habanera per pianoforte, Curci

## Discografia
- Piano Quintet (Dario Candela, pf - Circolo Artistico Ensemble) Naxos 2011
- Suite per Pianoforte e Archi; Bagatelle per Pianoforte (Giovanni Nesi (pianista), pf) Tactus 2014